# Лобанов Анатолій Володимирович
Анатолій Володимирович Лоба́нов (нар. 15 травня 1958, Львів) — український живописець, художник театру; член Спілки художників України з 1993 року. Син художника Володимира Лобанова.

## Біографія
Народився 15 травня 1958 року в місті Львові (нині Україна). 1986 року закінчив Львівський інститут прикладного та декоративного мистецтва, де його викладачами були зокрема Еммануїл Мисько, Мар'ян Тарнавський. Дипломна робота — сортовий посуд для безалкогольних напоїв (керівник В. І. Войтович, оцінка — добре).
Після здобуття фахової освіти працював у Києві у Художньому фонді України; у 1995—1997 роках обіймав посаду головного художника Театру на Подолі; у 1997—2003 роках працювава дизайнером фірми «МакДональдз Юкрейн». Жив у Києві в будинку на вулиці Підвисоцького, № 10/10, квартира № 55 та в будинку на вулиці Академіка Філатова, № 3/1, квартира № 38. Виїхав до Німеччини.

## Творчість
Оформив вистави
- «Дорога в Дамаск» Августа Стріндберґа (1997, Львівський духовний театр «Воскресіння»);
- «Отелло» Вільяма Шекспіра (2001, Національний академічний драматичний театр імені Івана Франка).

Живопис
- «Театр. Вільям Шекспір» (1998);
- «Красуня і Чудовисько» (2001).

Брав участь у виставках з 1987 року. Персональні виставки відбулися у Києві у 1992–1993 роках, Львові у 1994 році, Бостоні у 1995 році, Брайтоні у 1996 році.